# Urus-Martanovsky (huyện)
Huyện Urus-Martanovsky (tiếng Nga: ? райо́н) là một huyện hành chính tự quản (raion), của Chechnya, Nga. Huyện có diện tích 651 kilômét vuông, dân số thời điểm ngày 1 tháng 1 năm 2000 là 48300 người. Trung tâm của huyện đóng ở Urus-Martan.